# Cajamarca (regiune)
Regiunea Cajamarca (în spaniolă Departamento de Cajamarca) este o regiune din Peru. Capitala este orașul Cajamarca. Regiunea este localizată în partea de nord a statului și se află la granița cu statul Ecuador. Cele mai înalte zone din regiune ating înălțimea de 4500 de metri deasupra nivelului mării, datorită rețelei Munților Anzi, cea mai mare rețea muntoasă din lume. Parte a teritoriului său include pădurea tropicală amazoniană.

## Istoric
Populațiile Wari au cucerit culturile timpurii din zonele înalte. Aceștia au fondat centrul administrativ Wiraquchapampa.
În secolul al XV-lea, incașii au cucerit teritoriul, mărindu-și imperiul. Au stabilit capitala lor regională unde se află acum Cajamarca. Totodată, în 1465, incașii au stabilit noua provincie pentru a deservi ca bază pentru cuceririle lor ulterioare.
Cajamarca era de mult unul dintre cele mai vechi orașe din America de Sud când spaniolii au ajuns aici în timpul cuceririlor lor. 

## Diviziune administrativă
| Provincia   | Capitala                  |
| ----------- | ------------------------- |
| Cajabamba   | Cajabamba                 |
| Cajamarca   | Cajamarca                 |
| Celendín    | Celendín                  |
| Chota       | Chota                     |
| Contumazá   | Contumazá                 |
| Cutervo     | Cutervo                   |
| Hualgayoc   | Bambamarca                |
| Jaén        | Jaén                      |
| San Ignacio | San Ignacio               |
| San Marcos  | San Marcos                |
| San Miguel  | San Miguel de Pallaques   |
| San Pablo   | San Pablo                 |
| Santa Cruz  | Santa Cruz de Succhubamba |